# Drženice
Drženice és un poble i municipi d'Eslovàquia que es troba a la regió de Nitra.

## Història
La primera menció escrita de la vila es remunta al 1296.

## Demografia
| Godina             | 1994 | 2004   | 2014   | 2024   |
| ------------------ | ---- | ------ | ------ | ------ |
| Nombre de persones | 431  | 417    | 380    | 389    |
| Diferència         |      | −3,24% | −8,87% | +2,36% |

| Godina             | 2023 | 2024   |
| ------------------ | ---- | ------ |
| Nombre de persones | 386  | 389    |
| Diferència         |      | +0,77% |